# Wysoka (Smołdzino)
Wysoka (deutsch Wittstock, kaschubisch Wësokô, slowinzisch Väsʉ̀ɵ̯kå) ist ein Dorf in der Gemeinde Smołdzino im Powiat Słupski in der polnischen Woiwodschaft Pommern.
In den Jahren 1975–1998 gehörte der Ort zur Woiwodschaft Słupsk.

## Geographische Lage
Wysoka liegt in Hinterpommern, etwa 21 Kilometer nordnordöstlich der Stadt Słupsk, sechs Kilometer südwestlich des Kirchdorfs Smołdzino und 1,5 Kilometer südlich vom Jezioro Gardno.

## Geschichte
Wittstock war ehemals ein altes Lehen der Familie Bandemer. Urkundlich erscheint das Dorf 1493 als Wyttstock und unter dem kaschubischen Namen Wysoka. Es war in Form eines kleinen Gassendorfs angelegt worden.
Um 1784 gab es in Wittstock fünf Fischer, die gleichzeitig Halbbauern waren und deren Hauptgewerbe größtenteils die Fischerei im Garder See war, und insgesamt elf Haushaltungen. Zum damaligen Zeitpunkt bestand das Dorf aus drei Anteilen, A, B, und C, die zu benachbarten Gütern gehörten. Wittstock A mit zwei Fischern war ein zum Gut Wittbeck B gehöriges Bandemersches Lehen, das der Lieutenant Carl Friedrich Bogislav von Bandemer besaß. Wittstock B mit zwei Fischern war ein zum Gut Wittbeck A gehöriges Bandemersches Lehen, das seinerzeit der Hauptmann Joachim Bogislav von Bandemer in Besitz hatte. Wittstock C mit einem Fischer war eine zum Gut Rotten A gehöriges Bandemersches Lehen, das sich im Besitz von Anna Hedwig von Puttkamer, geb. von Bandemer, befand. Im 19. Jahrhundert gehörten Wittbeck und Wittstock dem Großgrundbesitzer Franz Werner Wilhelm von Bandemer in Weitenhagen. Die beiden Ortschaften erwarb 1862 Adolf von Bandemer, der sie seinem Güterkomplex in Bandsechow hinzufügte. Die letzten Besitzer von Wittbeck und Wittstock waren 1884 der Leutnant Horn und 1909 der Rittmeister a. D. Georg Steifensand auf Schwuchow. In den 1920er Jahren wurde Wittstock aufgesiedelt.
Im Jahr 1925 standen in Wittstock 24 Wohngebäude. Im Jahr 1939 wurden 28 Haushaltungen und 117 Einwohner gezählt. In der Gemeinde Wittstock gab es 18 landwirtschaftliche Betriebe und einen Gasthof.
Bis 1945 gehörte Wittstock zum Landkreis Stolp im Regierungsbezirk Köslin der Provinz Pommern. Die Gemeindefläche betrug 41 Hektar. Wittstock war der einzige Wohnort in der Gemeinde Wittstock.
Gegen Ende des Zweiten Weltkriegs wurde Wittstock am 9. März 1945 von der Roten Armee besetzt. Es kam zu zahlreichen Übergriffen gegenüber Zivilisten. Danach wurde das Dorf unter polnische Verwaltung gestellt und die deutschen Einwohner vertrieben. Wittstock wurde in Wysoka umbenannt.
Später wurden in der Bundesrepublik Deutschland 54 und in der DDR 33 aus Wittstock stammende Bewohner ermittelt.
Das Dorf ist heute ein Teil der Gmina Smołdzino (Landgemeinde Schmolsin) im Powiat Słupski (Stolper Kreis) der polnischen Woiwodschaft Pommern. Es hat etwa 60 Einwohner.

### Kirche
Die vor 1945 in Wittstock anwesende Bevölkerung war evangelisch. Wittstock war dem Kirchspiel Groß Garde angegliedert und gehörte damit zum Kirchenkreis Stolp-Altstadt. 

### Schule
Vor 1945 verfügte Wittstock über eine eigene Schule, die auch die Kinder aus Rotten und Wittbeck besuchten. Im Jahr 1932 war diese Schule einstufig; ein Lehrer unterrichtete hier zu diesem Zeitpunkt 63 Schulkinder.